# Ваља Алба (Њамц)
Ваља Алба (рум. Valea Albă) насеље је у Румунији у округу Њамц у општини Разбојени. Oпштина се налази на надморској висини од 370 m.

## Становништво
Према подацима из 2002. године у насељу је живело 452 становника, од којих су сви румунске националности.